# تصادف هوایی

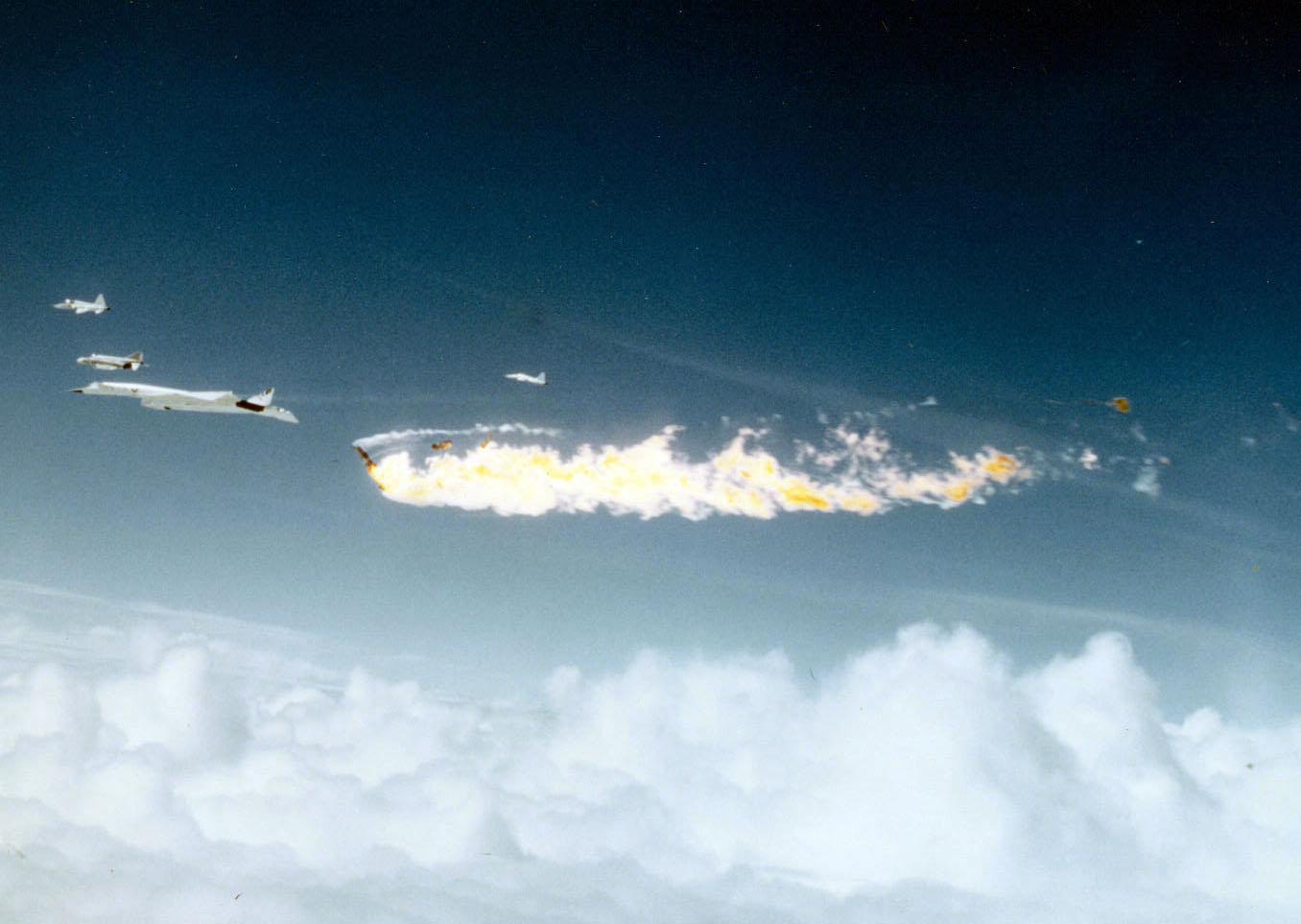
برخورد هواپیمای نورث امریکن ایکس‌بی-۷۰ والکیری با لاکهید اف-۱۰۴ استارفایتر در سال ۱۹۶۶

در هوانوردی به برخورد دو یا چند هواپیما در حین پرواز به‌طور برنامه‌ریزی نشده را تصادف هوایی می‌گویند. با توجه به سرعت‌های نسبتاً بالا و احتمال برخورد بعدی با زمین یا دریا، آسیب‌های بسیار شدید یا تخریب کامل حداقل یکی از هواپیماها در تصادف‌ها معمول است. احتمال تصادف در هوا به دلایل عدم ارتباط با مرکز، خطا در ناوبری، انحراف از برنامه‌های پرواز، عدم آگاهی از موقعیت و فقدان سیستم‌های جلوگیری از برخورد رخ می‌دهد. به دلیل وسعت فضای باز تصادف هوایی جز حوادث کم احتمالاست. برخوردها اغلب در نزدیکی فرودگاه‌ها اتفاق می‌افتند، جایی که حجم زیادی از هواپیماها نزدیک به هم در حال پرواز هستند.